# زوحيفان
الزّوحِيفان (الاسم العلمي:Caulerpa) هو جنس من النباتات البحرية في الفصيلة الزّوحِيفانية (من بين الطحالب الخضراء). ولهذا النبات صفة غير عادية كونها تتكون من خلية واحدة فقط ولكن متعددة النوى مما يجعلها من بين أكبر المخلوقات ذات الخلية الواحدة في العالم. يمكن يصل أن طول الضلع إلى 3 أمتار مع ما يصل إلى 200 سعفة عند بعض الأنواع الموجودة في البحر الأبيض المتوسط. يمكن أن تكون هذه الأنواع غازية من وقت لآخر.

## علم الأحياء
يدعم نبات الزوحيفان حجمه الكبير من خلال تداول السيتوبلازم باستمرار مدعومًا بشبكة من الأنابيب الدقيقة. عُرف هذا السلوك عام 1967. لا يتسرب السيتوبلازم عند قطع الخلية حيث عملية التجديد تكون اتجاهية مع أشباه الجذور في الأسفل والسعف في الأعلى. ينتج الجنس عددًا من المستقلبات الثانوية التي يُعتقد أنها مرتبطة بسميته وطعمه الفلفلي. وتشمل هذه الصباغ الأحمر القلوي caulerpin ومشتقاته caulerchlorin وخليط الأمين caulerpicin.

## الاستخدام الغذائي

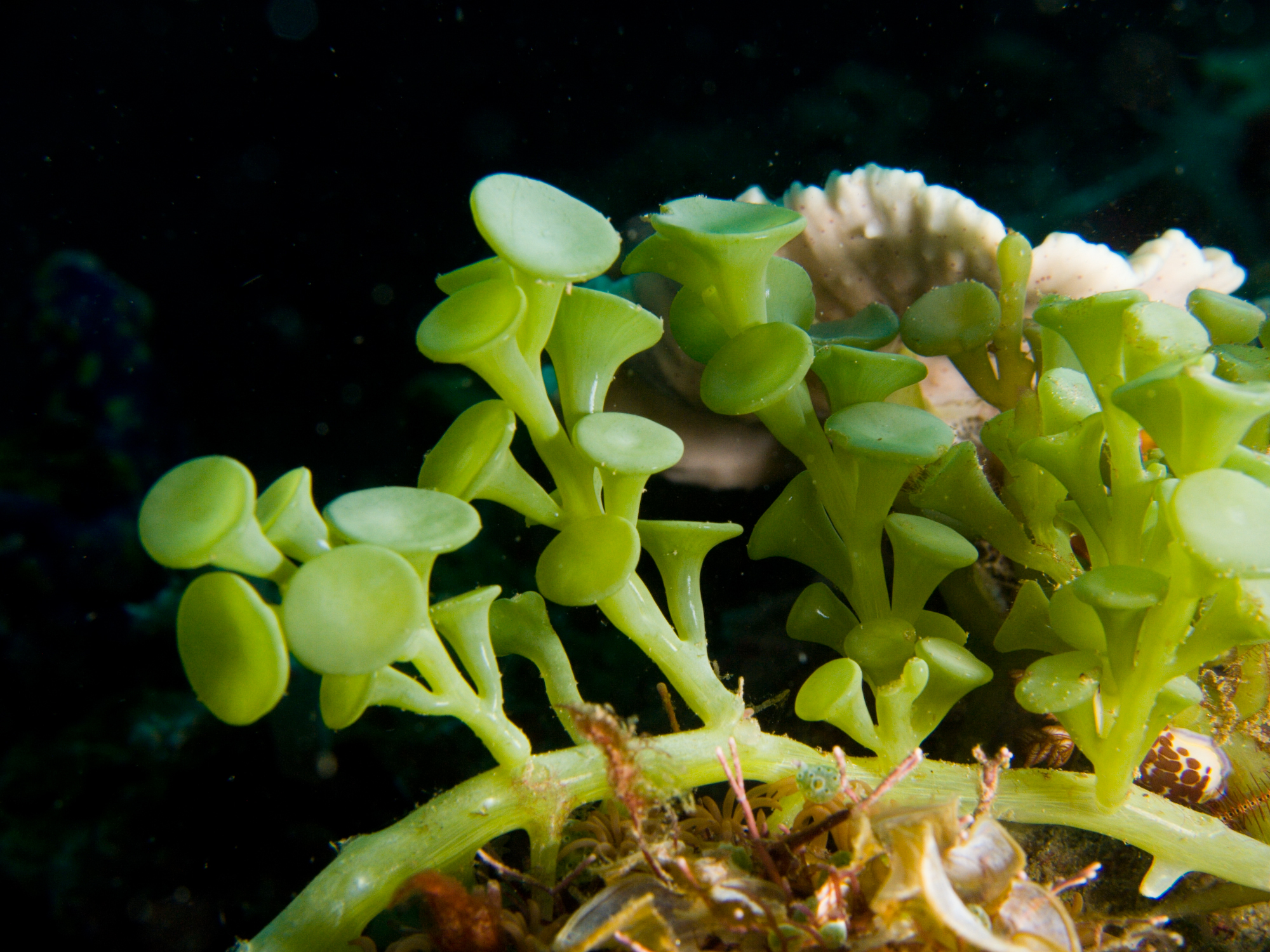
طحالب

بعض أنواع الزوحيفان صالحة للأكل. أكثر الأنواع التي يتم تناولها شيوعًا هي الزوحيفان العدسي والزوحيفان العنقودي وكلاهما يطلق عليهما «عنب البحر» باللغة الإنجليزية. يتم حصاد كلاهما تقليديًا من البحر وبيعه في الأسواق المحلية في جنوب شرق آسيا وأوقيانوسيا وشرق آسيا. تؤكل نيئة في السلطات ولها نكهة «البحر» المميزة وبنية مقرمشة. فقط الزوحيفان العدسي يُستزرع في الأحواض المائية. بدأت استزراعه في الخمسينيات من القرن الماضي في سيبو بالفلبين بعد إدخال عَرَضي للزوحيفان العدسي إلى أحواض الأسماك. تبعتها اليابان في عام 1986 حيث تمت زراعته في خزانات في المياه الاستوائية لأوكيناوا. انتشرت الزراعة التجارية منذ ذلك الحين إلى بلدان أخرى بما في ذلك فيتنام وتايوان والصين (في فوجيان وهاينان). معظمها للاستهلاك المحلي ولكن يتم تصديرها أيضًا إلى اليابان.

## السلوك الغازي
نوع آخر وهو الزوحيفان زرنبي الأوراق أصبح من الأنواع الغازية في البحر الأبيض المتوسط وأستراليا وجنوب كاليفورنيا (حيث تم القضاء عليه منذ ذلك الحين). في مياه الولايات المتحدة، تم إدراج سلالة الزوحيفان زرنبي الأوراق المتوسطية كأعشاب ضارة فيدرالية بموجب قانون حماية النبات. كما قامت فرقة العمل المعنية بالأنواع المائية المزعجة بوضع خطة إدارة وطنية لجنس الزوحيفان. تحظر ولاية كاليفورنيا أيضًا حيازة تسعة أنواع مختلفة من الزوحيفان.
يُعتقد أن أنواع الزوحيفان لها مثل هذه الخصائص الغازية في هذه المناطق نظرًا لقدرتها على الازدهار في المياه المعتدلة إلى جانب تحررها من الحيوانات المفترسة الطبيعية. تطورت معظم أنواع الزوحيفان في المياه الاستوائية حيث تتمتع الحيوانات العاشبة بمناعة ضد مركباتها السامة (بشكل رئيسي caulerpicin). لا تتمتع الحيوانات العاشبة في المياه المعتدلة بمناعة طبيعية ضد هذه السموم مما يسمح للزوحيفان بالنمو دون رادع إذا تم إدخاله إلى المياه المعتدلة.
تم العثور مؤخرًا على الزوحيفان العنقودي في المياه حول جزيرة كريت حيث يُعتقد أنها ساهمت في انخفاض كبير في مصايد الأسماك. وقد غزت هذه الطحالب المنطقة من المياه الدافئة للبحر الأحمر.
أصبحت الزوحيفان الأسطواني وموطنه أستراليا من الأنواع الغازية في البحر الأبيض المتوسط.

## الاستخدام في أحواض السمك
استخدام الذوحيفان شائع في هواية حوض السمك كممتص للنترات بسبب نموه السريع في ظل ظروف معاكسة نسبيًا. يمكن استخدامه أيضًا في الملاذات Refugiums لامتصاص النتريت طويل الأجل. يُعتقد أن من أسباب غرو الذوحيفان قد حدثت عن طريق تسريب الأحواض المائية إلى البحر على الرغم من عدم وجود دليل على ذلك. لهذا السبب، بدأ بعض هواة أحواض السمك في استخدام أجناس أخرى من الطحالب الخضراء مثل الهلنابة (Chaetomorpha) أو جهاز تنظيف الطحالب بدلاً من ذلك.

## أنواع الزوحيفان
- زوحيفان أسطواني
- زوحيفان زرنبي الأوراق
- زوحيفان أغاردي
- زوحيفان أنداماني
- زوحيفان براوني
- زوحيفان توأمي
- زوحيفان ثنائي التفرع
- زوحيفان حلقي
- زوحيفان حلقي
- زوحيفان حليمي
- زوحيفان خيطي
- زوحيفان داكن
- زوحيفان درهمي
- زوحيفان دقيق
- زوحيفان دويري
- زوحيفان رقيق
- زوحيفان ريشي
- زوحيفان ريشي الشكل
- زوحيفان زايري
- زوحيفان شبه مشرشر
- زوحيفان صغير
- زوحيفان صغير الأوراق
- زوحيفان صوفي
- زوحيفان طويل الأوراق
- زوحيفان عدسي
- زوحيفان عمودي
- زوحيفان عنقودي
- زوحيفان فلوريدا
- زوحيفان فياردي
- زوحيفان قصير الساق
- زوحيفان قليل الأوراق
- زوحيفان كامل
- زوحيفان كرمي الأوراق
- زوحيفان كلوي الشكل
- زوحيفان ليسوني
- زوحيفان متباين الأوراق
- زوحيفان متطاول
- زوحيفان متعاقب
- زوحيفان متعاكس
- زوحيفان متقرح
- زوحيفان محير
- زوحيفان مرن
- زوحيفان مسننة
- زوحيفان مشرشر
- زوحيفان مفصلي
- زوحيفان مكسيكي
- زوحيفان ملتبس
- زوحيفان ملعقي
- زوحيفان منتشر
- زوحيفان مولري
- زوحيفان ويبياني